# اور آتیکا
اور آتیکا (فرانسوی: Aure Atika‎؛ زادهٔ ۱۲ ژوئیهٔ ۱۹۷۰) بازیگر اهل فرانسه است. از فیلم‌هایی که وی در آن نقش داشته‌است، می‌توان به ضربان قلب من متوقف شده‌است، ۳ برده رقاص، جوان خام، مدیر شب، او. اس. اس ۱۱۷: قاهره، آشیانه جاسوسان و در انتظار چلچله‌ها اشاره کرد. 

## زندگی‌نامهٔ مختصر
او در ۱۲ ژوئیه ۱۹۷۰ در پرتغال به دنیا آمد؛ جایی که مادرش در دوران بارداری برای شرکت در یک جشنواره موسیقی راک به آن‌جا رفته بود. او از خانواده‌ای یهودی سفاردی با اصالت مراکشی است که در دهه ۱۹۶۰ در فرانسه ساکن شدند. مادرش، ادت بیتون (۱۹۴۱–۱۹۹۳) که با نام «اُد» شناخته می‌شد، پرستار، عکاس و کارگردان فیلم بود. نام پدر بیولوژیکی او برای مدت‌ها ناشناخته باقی مانده بود. مادرش مدتی به او گفته بود که او حاصل رابطه‌ای تحت تأثیر ال‌اس‌دی با فیلم‌بردار میشل فورنیه است اما این ادعا بعدها با آزمایش ژنتیک رد شد. وی در دوران کودکی، اغلب به مادربزرگش سپرده می‌شد، چرا که مادرش سبک زندگی هیپی‌وار داشت و مدام به مشرق‌زمین سفر می‌کرد. او تحصیلات خود را در رشته حقوق در دانشگاه پانتئون-آسا ادامه داد و سپس دروس مدرسه لوور را نیز گذراند.

## بیشتر بخوانید
- "Interview Aure Atika". kunveno.com. Archived from the original on 12 November 2013. Retrieved 24 April 2016.
- "Aure Atika, la vérité sans mentir". Libération. Retrieved 24 April 2016.
- "Objectif Cinéma : Michel Fournier - Chef opérateur et cadreur des films de Philippe Garrel dans les années 70 (Interview)". objectif-cinema.com. Retrieved 24 April 2016.
- "Aure Atika". premiere.fr. 12 July 1970. Retrieved 24 April 2016.
- Jackie Berroyer; Aure Atika; Professeur Choron;  et al. (1996). "Clash entre Aure Atika et le professeur Choron". Radio Nova. Retrieved 24 April 2016 – via dailymotion.com. Clash entre Aure Atika et le professeur Choron: En 1996, Aure Atika interviewe Jackie Berroyer pour Radio Nova. Très vite l'entretien dégènère avec le professeur Choron
- "Aure Atika : "J'aurais voulu être ébéniste"". France info. Retrieved 24 April 2016.